# 阿尔多·塞雷纳
阿尔多·塞雷纳（義大利語：Aldo Serena，1960年6月25日—），意大利男子足球运动员。他曾代表意大利参加1986年和1990年国际足联世界杯。他也曾参加1984年夏季奥林匹克运动会。